# Richard Dourthe
Richard Dourthe (Dax, 13 dicembre 1974) è un ex rugbista a 15 e allenatore di rugby a 15 francese, già tre quarti centro, realizzatore in carriera di club di più di 1.400 punti in prima divisione, e fino al novembre 2009 allenatore del Bayonne.

## Biografia
Figlio d'arte (suo padre, Claude Dourthe, vanta tuttora il primato di più giovane internazionale francese), crebbe nel Dax, club in cui militò fino al 2000 (salvo una parentesi di una stagione allo Stade Français) raggiungendo diverse semifinali di campionato, per poi trasferirsi a causa della crisi finanziaria della società.
Esordì in Nazionale nella Coppa Latina del 1995, contro la Romania a San Miguel de Tucumán (Argentina); prese poi parte ai Cinque Nazioni del 1996, 1997 (vittoria con Grande Slam) e 1999 e ai Sei Nazioni del 2000 e 2001; nel corso di tale edizione del torneo disputò pure il suo ultimo match internazionale, contro l'Irlanda, dopo 31 incontri e 183 punti (3 mete, 36 trasformazioni e 32 calci piazzati).
Passato al Béziers, poi al Bègles e al Castres, si confermò realizzatore prolifico: compresi i 3 anni trascorsi al Bayonne, suo ultimo club, assommò più di 1.400 punti in prima divisione francese, cui vanno aggiunti i 390 punti (in 51 incontri) nelle competizioni di club europee.
Passato alla carriera tecnica, nel 2008 Dourthe divenne allenatore dello stesso Bayonne, incarico da cui fu sollevato nel novembre 2009.
È il cognato di Raphaël Ibañez e di Olivier Magne, compagni di squadra all'epoca del Dax, mariti delle sue due sorelle.